# أنابيلا جواكيم
أنابيلا جواكيم مواليد 5 مايو 1967، هي لاعبة كرة يد أنغولية سابقة. مثلت منتخب أنغولا لكرة اليد للسيدات. شاركت في دورة الألعاب الأولمبية الصيفية سنة 1996.

## سجل المنافسة
شاركت في البطولات التالية:
- الألعاب الأولمبية الصيفية 1996

## روابط خارجية
- أنابيلا جواكيم على موقع اللجنة الأولمبية الدولية (الإنجليزية)
- أنابيلا جواكيم على موقع أوليمبيديا (الإنجليزية)